# 73. ročník udílení Filmových cen Britské akademie
73. ročník udílení Filmových cen Britské akademie se konal v Royal Albert Hall v Londýně 2. února 2020. Ceremoniál moderoval Graham Norton. Ocenění byla předána nejlepším filmům a dokumentům britským i mezinárodním, které se promítaly v britských kinech v roce 2019. Nominace byly oznámeny 7. ledna 2020. Také se poprvé předávala cena v kategorii nejlepší casting. Nejvíce nominací (celkem 11) získal film Joker.

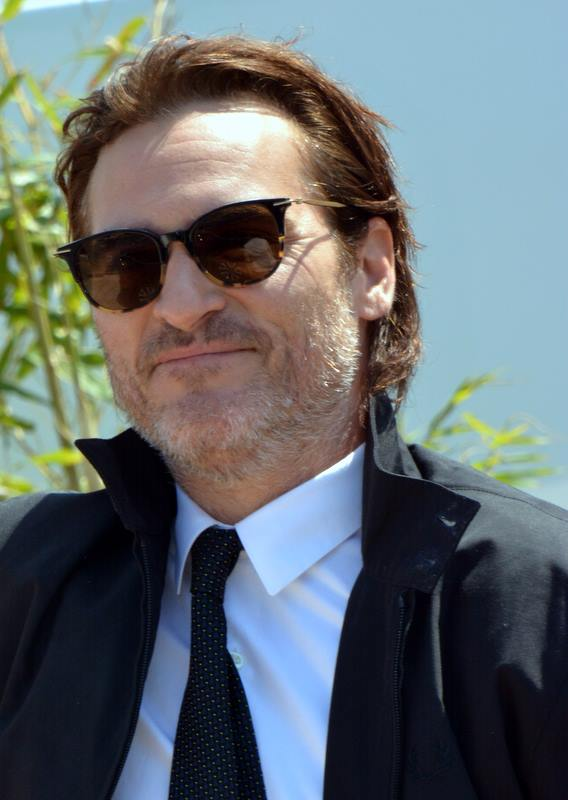
Joaquin Phoenix, vítěz v kategorii nejlepší mužský herecký výkon v hlavní roli za výkon ve filmu Joker

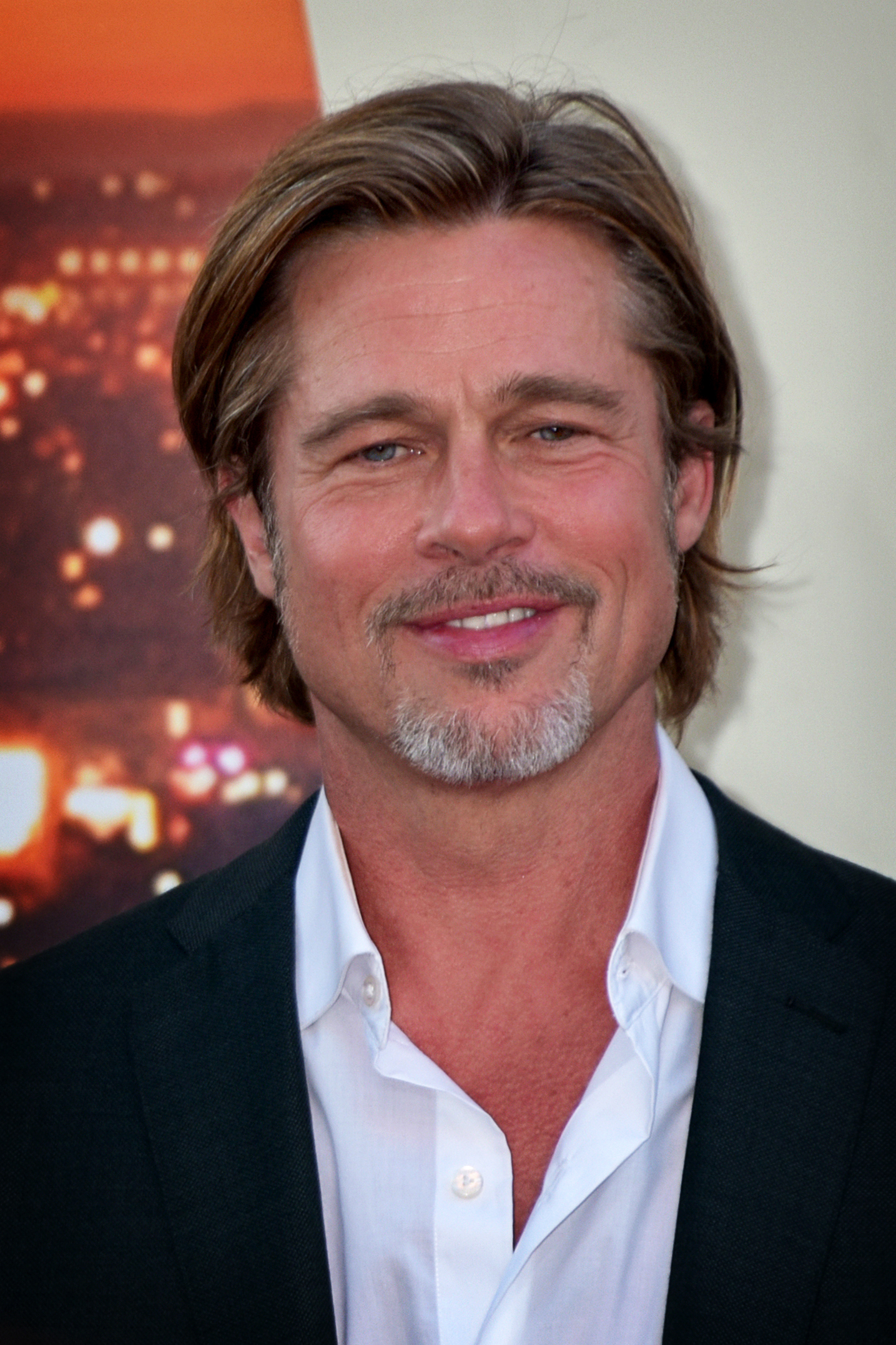
Brad Pitt, vítěz v kategorii nejlepší mužský herecký výkon ve vedlejší roli za výkon ve filmu Tenkrát v Hollywoodu

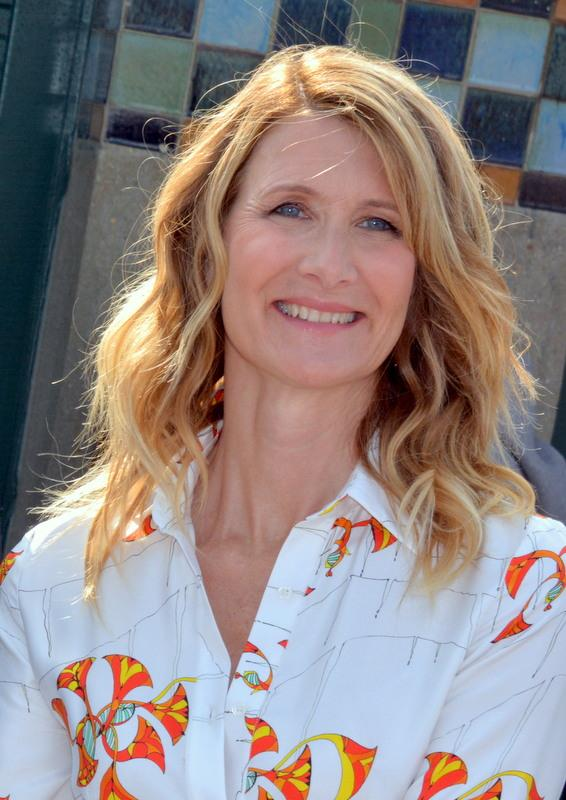
Laura Dernová, vítězka v kategorii nejlepší ženský herecký výkon ve vedlejší roli za výkon ve filmu Manželská historie

## Vítězové a nominovaní
Vítěz je vždy uveden jako první a tučným písmem.
| Nejlepší film | Nejlepší režisér |
| --- | --- |
| 1917 – Pippa Harris, Callum McDougall, Sam Mendes a Jayne-Ann Tenggren - Irčan – Robert De Niro, Jane Rosenthal, Martin Scorsese a Emma Tillinger Koskoff - Joker – Bradley Cooper, Todd Phillips a Emma Tillinger Koskoff - Tenkrát v Hollywoodu – David Heyman, Shannon McIntosh a Quentin Tarantino - Parazit – Pong Čun-ho a Kwak Sin-ae | Sam Mendes – 1917 - Pong Čun-ho – Parazit - Todd Phillips – Joker - Martin Scorsese – Irčan - Quentin Tarantino – Tenkrát v Hollywoodu |
| Nejlepší herec v hlavní role | Nejlepší herečka v hlavní roli |
| Joaquin Phoenix jako Arthur Fleck / Joker – Joker - Leonardo DiCaprio jako Rick Dalton – Tenkrát v Hollywoodu - Adam Driver jako Charlie Barber – Manželská historie - Taron Egerton jako Elton John – Rocketman - Jonathan Pryce jako kardinál Jorge Mario Bergoglio – Dva papežové | Renée Zellweger jako Judy Garland – Judy - Jessie Buckley jako Rose-Lynn Harlan – Wild Rose - Scarlett Johansson jako Nicole Barber – Manželská historie - Saoirse Ronan jako Josephine „Jo“ March – Malé ženy - Charlize Theron jako Megyn Kelly – Bombshell |
| Nejlepší herec ve vedlejší roli | Nejlepší herečka ve vedlejší roli |
| Brad Pitt jako Cliff Booth – Tenkrát v Hollywoodu - Tom Hanks jako Fred Rogers – A Beautiful Day in the Neighborhood - Anthony Hopkins jako papež Benedict XVI – Dva papežové - Al Pacino jako Jimmy Hoffa – Irčan - Joe Pesci jako Russell Bufalino – Irčan | Laura Dern jako Nora Fanshaw – Manželská historie - Scarlett Johansson jako Rosie Betzler – Králíček Jojo - Florence Pughová jako Amy March – Malé ženy - Margot Robbie jako Kayla Pospisil – Bombshell - Margot Robbie jako Sharon Tate – Tenkrát v Hollywoodu |
| Nejlepší původní scénář | Nejlepší adaptovaný scénář |
| Pong Čun-ho a Han Jin Won– Parazit - Noah Baumbach – Manželská historie - Emily Halpern, Sarah Haskins, Susanna Fogel a Katie Silberman – Šprtky to chtěj taky - Rian Johnson – Na nože - Quentin Tarantino – Tenkrát v Hollywoodu | Taika Waititi – Králíček Jojo - Anthony McCarten – Dva papežové - Greta Gerwig – Malé ženy - Todd Phillips a Scott Silver – Joker - Steven Zaillian – Irčan |
| Nejlepší kamera | Nejlepší debut – scénář, režie nebo produkce |
| Roger Deakins – 1917 - Rodrigo Prieto – Irčan - Lawrence Sher – Joker - Phedon Papamichael – Le Mans '66 - Jarin Blaschke – Maják | Mark Jenkin (scenárista, režisér) a Kate Byers, Lynn Waite (producenti) – Bait - Waad Al-Khateab (režisér, producent) a Edward Watts (režisér) – Pro Samu - Alex Holmes (režisér) – Maiden - Harry Wootliff (režisér, scenárista) – Only You - Alvaro Delgado-Aparicio (režisér, scenárista – Oltář |
| Nejlepší britský film | Nejlepší dokument |
| 1917 – Sam Mendes, Pippa Harris, Jayne-Ann Tenggren, Callum McDougall a Krysty Wilson-Cairns - Bait – Mark Jenkin, Kate Byers, a Linn Waite - Pro Samu – Waad Al-Khateab a Edward Watts - Rocketman – Dexter Fletcher, Adam Bohling, David Furnish, David Reid, Matthew Vaughn a Lee Hall - Pardon, nezastihli jsme vás– Ken Loach, Rebecca O'Brien a Paul Laverty - Dva papežové – Fernando Meirelles, Jonathan Eirich, Dan Lin, Tracey Seaward a Anthony McCarten | Pro Samu – Waad Al-Khateab a Edward Watts - Americká fabrika – Steven Bognar a Julia Reichert - Apollo 11 – Todd Douglas Miller - Diego Maradona – Asif Kapadia - Velký hack – Karim Amer a Jehane Noujaim |
| Nejlepší původní hudba | Nejlepší zvuk |
| Hildur Guðnadóttir – Joker - Thomas Newman – 1917 - Michael Giacchino – Králíček Jojo - Alexandre Desplat – Malé ženy - John Williams – Star Wars: Vzestup Skywalkera | 1917 – Scott Millan, Oliver Tarney, Rachael Tate, Mark Taylor a Stuart Wilson - Joker – Todd Maitland, Alan Robert Murray, Tom Ozanich a Dean Zupancic - Le Mans '66 – David Giammarco, Paul Massey, Steven A. Morrow a Donald Sylvester - Rocketman – Matthew Collinge, John Hayes, Mike Prestwood Smith a Danny Sheehan - Star Wars: Vzestup Skywalkera – David Acord, Andy Nelson, Christopher Scarabosio, Stuart Wilson a Matthew Wood |
| Nejlepší vedoucí výpravy | Nejlepší speciální efekty |
| Dennis Gassner a Lee Sandales – 1917 - Bob Shaw a Regina Graves – Irčan - Ra Vincent a Nora Sopková – Králíček Jojo - Laura Ballinger a Mark Friedberg – Joker - Nancy Haigh a Barbara Ling – Tenkrát v Hollywoodu | Greg Butler, Guillaume Rocheron a Dominic Tuohy – 1917 - Dan DeLeeuw a Dan Sudick – Avengers: Endgame - Leandro Estebecorena, Stephane Grabli a Pablo Helman – Irčan - Andrew R. Jones, Robert Legato, Elliot Newman a Adam Valdez – Lví král - Roger Guyett, Paul Kavanagh, Neal Scanlan a Dominic Tuohy – Star Wars: Vzestup Skywalkera                                                                                                  |
| Nejlepší kostýmy | Nejlepší make-up a účesy |
| Jacqueline Durran – Malé ženy - Sandy Powell a Christopher Peterson – Irčan - Mayes C. Rubeo – Králíček Jojo - Jany Temime – Judy - Arianne Phillips – Tenkrát v Hollywoodu | Vivian Baker, Kazu Hiro a Anne Morgan – Bombshell - Naomi Donne – 1917 - Kay Georgiou a Nicki Ledermann – Joker - Jeremy Woodhead – Judy - Lizzie Yianni Georgiou – Rocketman |
| Nejlepší střih | Nejlepší cizojazyčný film |
| Andrew Buckland a Michael McCusker – Le Mans '66 - Thelma Schoonmaker – Irčan - Tom Eagles – Králíček Jojo - Jeff Groth – Joker - Fred Raskin – Tenkrát v Hollywoodu | Pong Čun-ho – Parazit - Lulu Wang a Daniele Melia – The Farewell - Waad Al-Khateab a Edward Watts – Pro Samu - Pedro Almodóvar a Agustín Almodóvar – Bolest a sláva - Céline Sciamma a Bénédicte Couvreur – Portrét dívky v plamenech |
| Nejlepší animovaný film | Nejlepší krátký animovaný film |
| Klaus – Sergio Pablos a Jinko Gotoh - Ledové království II – Chris Buck, Jennifer Lee a Peter Del Vecho - Ovečka Shaun ve filmu: Farmageddon – Will Becher, Richard Phelan a Paul Kewley - Toy Story 4: Příběh hraček – Josh Cooley a Mark Nielsen | - Granddad Was A Romantic. – Maryam Mohajer - In Her Boots – Kathrin Steinbacher - The Magic Boat – Naaman Azhari a Lilia Laurel |
| Nejlepší krátkometrážní film | Nejlepší casting |
| Learning to Skateboard In a Warzone (If You're a Girl) – Carol Dysinger a Elena Andreicheva - Azaar – Myriam Raja a Nathanael Baring - Goldfish – Hector Dockrill, Harri Kamalanathan, Benedict Turnbull a Laura Dockrill - Kamali – Sasha Rainbow a Rosalind Croad - The Trap – Lena Headey a Anthony Fitzgerald | Joker – Shayna Markowitz - Manželská historie – Douglas Aibel a Francine Maisler - Tenkrát v Hollywoodu – Victoria Thomas - Kouzelný svět Davida Copperfielda – Sarah Crowe - Dva papežové – Nina Gold |
| Vycházející hvězda (podle hlasování veřejnosti) | |
| Micheal Ward - Awkwafina - Jack Lowden - Kaitlyn Dever - Kelvin Harrison Jr. | |